# Far Cry Primal
Far Cry Primal é um videojogo de ação-aventura na primeira pessoa desenvolvido pela Ubisoft Montreal com a assistência de Ubisoft Toronto, Ubisoft Kiev e Ubisoft Shanghai e publicado pela Ubisoft. Foi lançado a 23 de fevereiro de 2016 para PlayStation 4 e Xbox One e a 1 de março de 2016 para Microsoft Windows. Ao contrário de Blood Dragon, Far Cry Primal não é uma expansão, mas ainda assim algumas pessoas o consideram um spin-off.
A história de Far Cry Primal acontece no inicio do período Mesolítico, cerca de 12,000 anos atrás, na Idade da Pedra. Os jogadores controlam Takkar, um caçador que começa sem recursos e armas e que eventualmente irá se tornar no líder de uma tribo.
Far Cry Primal foi bem recebido pela critica profissional. No site de pontuações agregadas Metacritic, as versões PlayStation 4 e Xbox One tiveram 76/100 e 79/100, respectivamente, o que indica "análises geralmente favoráveis". Muitos críticos acharam o jogo muito parecido com os anteriores, evoluindo pouco mas cumprindo com aquilo que é necessário. Os elogios foram sobretudo para com os gráficos e as novas ideias na jogabilidade, como o controle dos animais selvagens. As criticas recaíram mais sobre a história, os vilões e as missões secundárias.

## Jogabilidade

Far Cry Primal apresenta um sistema que permite ao jogador domesticar animais selvagens.

Far Cry Primal é um videojogo de acção-aventura na primeira pessoa. A história decorre num lugar chamado Oros, que é um mundo aberto povoado por vida selvagem, como mamutes e tigres dentes de sabre. Como a acção decorre na Idade da Pedra, as tradicionais armas de fogo típicas da série foram removidas, e foram substituídas por lanças, machados, clavas e arcos. As armas não podem ser adquiridas e têm de ser fabricadas artesanalmente com materiais que os jogadores vão encontrando pelo mundo, como pedra, ossos e madeira. À medida que o jogador vai progredindo, este pode criar armas mais letais a partir de uma grande variedade de recursos. Também é necessário caçar.
Para além de enfrentarem os predadores naturais, os jogadores também têm a oportunidade de serem lideres de uma tribo, e entram em conflito com as outras existentes pelo mundo. Como tal são encarregues de proteger e de desenvolver os membros do seu grupo. Far Cry Primal também inclui um ciclo dia-noite, que afecta o modo como o jogo é jogado. Durante a noite, alguns inimigos ficam mais agressivos e perigosos. Os jogadores podem usar o fogo como protecção e para caçar à noite.
Far Cry Primal apresenta o sistema Beast Master, que permite ao jogador domesticar animais selvagens. Estes animais recebem diversas ordens e podem servir de companhia e ajudar em combate. Diferentes companheiros têm diferentes comportamentos e o jogador é livre de os trocar à sua vontade. Por exemplo, se o jogador domesticar um felino estes são bons em movimentos de infiltração (stealth), caninos são bons para caçar e os ursos podem ser usados como tanques. Cada animal tem características únicas; o lobo começa a uivar sempre que pressente inimigos e o urso procura por mantimentos. Takkar tem inclusive um mocho como animal de estimação, que pode ser controlado directamente. Através da visão do mocho o jogador pode patrulhar inimigos e os seus territórios.

### Idioma
As personagens falam uma língua fictícia, com estrutura e sintaxe bem definida, baseada na protoindo-europeia, que é a língua ancestral comum das línguas europeias da actualidade. Os linguistas construíram três dialectos - Wenja, Udam e Izila - uma para cada uma das três tribos existentes no jogo. Cada um dos dialectos foi desenho para ter um som distinto dos restantes, transmitindo a cultura da sua tribo. Kevin Shortt, o escritor principal de Far Cry Primal disse que os jogadores vão entender o vocabulário Wenja, e acabar o jogo "com um verdadeiro sentido [da linguagem]".

## Cenário
Far Cry Primal decorre no inicio do período Mesolítico, há cerca de 12,000 anos atrás na Europa Central, no local fictício de Oros, um vale repleto de animais selvagens como mamutes e tigres-dente-de-sabre. A sobrevivência é um desafio diário, com conflitos entre tribos de humanos e com a natureza.
Os jogadores controlam Takkar (Elias Toufexis) da tribo Wenja, um caçador que ficou retido em Oros, sem armas e recursos e o único sobrevivente do seu grupo que foi atacado numa emboscada enquanto caçavam. Com o seu poder de domesticar animais selvagens, Takkar irá eventualmente tornar-se no predador alfa e ascender a líder de uma tribo.

## Produção
Em Novembro de 2014, o director criativo Alex Hutchinson declarou que Far Cry 4 não teria uma sequela, mas que estavam a planear algo que iria surpreender os jogadores. Em Janeiro de 2015, a Ubisoft lançou um questionário que perguntava aos jogadoes qual seria o seu local preferido para um jogo Far Cry. O questionário tinha vários temas como vampiros, zombies, dinossauros, mundos pós-apocalípticos, conflitos históricos e localizações modernas como o Peru e o Alasca.

“Far Cry normalmente coloca-nos no limite de um mundo conhecido, numa fronteira selvagem, bela e sem lei. A Idade da Pedra é, de certa forma, a primeira grande fronteira da humanidade.”

Jean-Christophe Guyot, director criativo de Far Cry Primal.
A 6 de Outubro de 2015, a Ubisoft manteve um video no YouTube para revelar o seu próximo projecto. Acabou por ser anunciado um dia depois, apesar de ter escapado para a Internet pela IGN Turquia várias horas antes do anuncio oficial. Far Cry Primal está a ser produzido pelo estúdio Ubisoft Montreal, com assistência de Ubisoft Toronto, Ubisoft Kiev e Ubisoft Shanghai. O director criativo do jogo é Jean-Christophe Guyot, que já tinha trabalhado em vários jogos da série Prince of Persia. A 3 de dezembro de 2015, Maxime Béland da Ubisoft referiu que Far Cry Primal é tão grande como Far Cry 4. Far Cry Primal não tem qualquer componente multijogador, ao contrário dos anteriores jogos na série. Segundo Jason Paradise, gestor de comunidade na Ubisoft, a equipa tinha o desejo de se focar na criação da melhor experiência possível para os fãs, sendo que "na fase inicial do projecto, tomámos a difícil decisão de focar os nossos esforços na experiência para um jogador."
Far Cry Primal usa o Dunia Engine 2, um motor baseado no CryEngine, criado pela Ubisoft Montreal para a série Far Cry.

## Lançamento

Conteúdo da Collector’s Edition

Far Cry Primal foi lançado para PlayStation 4 e Xbox One a 23 de fevereiro de 2016 e para Microsoft Windows a 1 de março de 2016. Todas as pré-reservas incluem o pacote "A Lenda do Mamute", com três missões extra que permitirá aos jogadores assumirem o papel de um mamute. Os jogadores que pré-reservarem Far Cry Primal para Xbox One, recebem como bónus o jogo Valiant Hearts: The Great War. Como forma de promoção, a Ubisoft criou o concurso "Uma Noite na Gruta". O vencedor do prémio será transportado para os Pirenéus, onde ficará hospedado num hotel em Lourdes e treinado por um perito em sobrevivência. No dia seguinte a companhia vai transportá-lo para uma gruta de "€500" onde passará uma noite, algures "num local não revelado em França".
O jogo tem duas edições especiais: a Digital Apex, que apenas está disponível digitalmente, inclui vários conteúdos adicionais para se usar no jogo como missões e armas extra; e a Edição de Coleccionador que contém o conteúdo da anterior mas acrescenta itens físicos incluindo uma caixa de coleccionador, um steelbook, um mapa de Oros, um livro de frases de Wenja, que serve como guia para os jogadores aprenderem o idioma usado no jogo e a banda sonora original que contém também gravações em Wenja.

## Recepção

### Análises
Far Cry Primal foi bem recebido pela critica profissional. No site de pontuações agregadas Metacritic, as versões PlayStation 4 e Xbox One tiveram 77/100 e 79/100, respectivamente, o que indica "análises geralmente favoráveis". Muitos críticos acharam o jogo muito parecido com os anteriores, evoluindo pouco mas cumprindo com aquilo que é necessário. Os elogios foram sobretudo para com os gráficos e as novas ideias na jogabilidade, como o controlo dos animais selvagens. As criticas recaíram mais sobre a história, os vilões e as missões secundárias.
Bruno Galvão para o Eurogamer refere que provavelmente o maior problema de Far Cry Primal é que não é um jogo propriamente divertido, que cumpre o livro de regras dos AAA em mundo aberto, mas não consegue entusiasmar. Elogiou muito a qualidade gráfica dizendo "que muitas das vezes irá marcar a experiência". Criticou a história que "falha em cativar o jogador", e o mapa que apesar de ser imenso e rico, rapidamente sentiu que é muito similar a outros jogos. Também não gostou das tarefas secundárias que para além de serem inúmeras são repetitivas. Ricardo C. Esteves do Gamreactor deu 8/10 a Primal e tem opinião semelhante ao dizer que o grande problema do jogo foi reciclar muito conteúdo de Far Cry 3 e 4, causando talvez alguma saturação nos jogadores. Elogiou a jogabilidade, as mecânicas com os animais e o desenho do mundo de Oros. Andy Kelly do PC Gamer deu 79/100 ao jogo e tem opinião semelhante ao dizer que se o jogador passou algum tempo com Far Cry 3 ou 4 verá que o divertimento de Primal fica danificado devido à similaridade que tem com esses jogos. No entanto elogiou muito o mundo aberto referindo que é mais vivo que qualquer outro jogo da série e um dos melhores da Ubisoft. Colm Ahern do God is a Geek deu a pontuação de 8.5/10 e elogiou o mundo, o uso de criaturas e a jogabilidade no geral, que apesar de ser boa peca nos combates por serem muito "esmagar nos botões". Ahern diz também que o jogo é muito familiar mas que os novos elementos são muito bem vindos.

### Vendas
Far Cry Primal estreou-se em #1 nas tabelas de vendas do Reino Unido, ficando naquela posição nas duas primeiras semanas. Em fevereiro de 2016, também foi o jogo mais vendido nos Estados Unidos.